# Bradford (Pennsilvània)
|  | Aquest article tracta sobre la ciutat de Pennsilvània. Si cerqueu el comtat de Pennsilvània, vegeu «Comtat de Bradford». |

Bradford és una ciutat al comtat de McKean de l'estat de Pennsilvània. Segons el cens del 2000 tenia 9.175 habitants.

## Demografia
Segons el cens del 2000, Bradford tenia 9.175 habitants, 3.922 habitatges, i 2.247 famílies. La densitat de població era de 1.026,8 habitants per quilòmetre quadrat.
Dels 3.922 habitatges en un 29,4% hi vivien nens de menys de 18 anys, en un 36,9% hi vivien parelles casades, en un 14,8% dones solteres, i en un 42,7% no eren unitats familiars. En el 36,3% dels habitatges hi vivien persones soles el 15,2% de les quals corresponia a persones de 65 anys o més que vivien soles. El nombre mitjà de persones vivint en cada habitatge era de 2,27 i el nombre mitjà de persones que vivien en cada família era de 2,93.
Per edats la població es repartia de la següent manera: un 0% tenia menys de 18 anys, un 9,4% entre 18 i 24, un 28% entre 25 i 44, un 20% de 45 a 60 i un 17,1% 65 anys o més.
L'edat mediana era de 36 anys. Per cada 100 dones de 18 o més anys hi havia 83,7 homes.
Cap de les famílies estaven per davall del llindar de pobresa.

## Poblacions properes
El següent diagrama mostra les poblacions més properes.